# Marylin et ses enfants
Marylin et ses enfants est un téléfilm français réalisé par Charli Beléteau, diffusé le 8 mars 2003 sur France 3.

## Synopsis
Dans une mauvaise passe, Marilyn se prostitue pour survivre avec ses enfants...

## Fiche technique
- Réalisateur : Charli Beléteau
- Scénario : Philippe Donzelot et Frédéric Fajardie
- Musique : Bruno Bertoli
- Durée : 90 min
- Pays :  France

## Distribution
- Anouk Grinberg : Marylin
- Nicolas Scellier : Nicolas
- François-Régis Marchasson : Wermuth
- Denis Sylvain : Derey
- Roger Souza : Marcel
- Juliet Béleteau : Amélie
- Victor Duprez : Rémy
- Artus de Penguern : Julien
- Julie-Anne Roth : Sarah
- Xavier de Guillebon : Daporta
- Fanny Valette : Virginie
- Philippe Vieux : Parisy
- Yves Verhoeven : Tristan
- François Jérosme : Galien
- Michel Pilorgé : Flandrin
- Diane Pierens : Mme Derey
- Philippe Blanchard : le garagiste
- Solenn Jamiou : la conseillère municipale
- Isabelle Caubère : la boulangère
- Seld Merniz : Mous
- Jamel Merniz : le jeune #1
- Saber Issaoui : le jeune #2
- Jérémy Bourraud : le jeune #3
- Gérad Guérif : le parleur #1
- Pierre Robs : le parleur #2